# Nji Mama
 (septembre 2013).
Nji Derima Nsangou, né vers la fin des années 1800 est un notable sous le règne du Roi Njoya et du Roi Nji Moluy Seidou, dans l'ouest du Cameroun.

## Biographie
Nji Mama est une des figures marquantes de l’histoire Bamoun particulièrement en ce qui concerne l’invention de l'écriture bamoun. 
Son père Nji Kouotou Ghnore était déjà le ministre de la défense du roi Nsangou, père du roi Njoya. Au départ il ne s’appelle pas Nji Derima mais Nsangou Mama, et son nom vient de sa participation à la langue Shümom. Le Roi Njoya voulait créer cette langue afin d’enregistrer tous son projet comme la construction du palais, la création de sa religion etc. Comme Nji Nsangou était très intelligent dans l’apprentissage de cette langue, le Roi, sous l’acclamation des notables, lui a donné son nom de Nji Derima qui signifie directeur (Secrétaire) en langue Shümom. Nji Derima a travaillé avec le Roi pour la réduction du nombre des lettres alphabétiques du Shümom. On dit même qu’il a célébré le premier mariage entre le Roi et son épouse en langue shümom.[réf. nécessaire] Le mortier utilisé pour la construction du palais était en terre pétrie avec de l’huile de palme et c’est lui qui enregistrait tous les villages qui devaient apporter ce mortier dans le royaume. L’arrivée des différents types de café à Foumban était toujours notée en shümom pour savoir celui qui doit être planté dans la savane (arabica) et celui de la forêt (robusta). Il notait aussi tous les crimes faits dans le royaume Bamoun et les pendaisons de ceux qui étaient condamnés, et c’est grâce aux écrits en Shümom qu'il notait dans son registre, que les colons ont découvert ces crimes horribles et ont décidé de les faire cesser.  
Après la mort du Roi Njoya, Nji Derima, sous le règne du Roi Njimoluy Seidou, on a utilisé encore la langue Shümom pour collecter les impôts aux chefs traditionnels et les verser à la sous-préfecture. On dit que c’est pour cela qu’il ira en prison à Dschang[réf. nécessaire], parce qu'il y avait un manque  dans la caisse, et qu'il ne voulait pas dénoncer le Sultan car il était très fidèle à ce dernier et qu'en réalité c’est le Sultan qui avait emprunté cet argent dans la caisse. Dès sa sortie de la prison il ne s’installe plus à Foumban mais à Baïgom où il meurt et est enterré selon sa dernière volonté.  
Le palais restera reconnaissant à sa famille et à sa lignée. Son successeur, Njoya Abdou Aziz qui était lui l’un des plus grands transporteurs, fait partie de la première vague des personnes à aller à la Mecque. Grâce au palais on le recommande comme Chef du village de Nkouongoupgnet pour remplacer Nji Goumba. À sa mort, son fils Nji Derma Nsangou Sani Mama prend les rênes en 1973 jusqu'à sa mort en 2003. Son fils Nji Derma Abdou Salam lui succède. Jusqu’aujourd’hui la chefferie Nkouongoupgnet reste dans la lignée de la famille Nji Derma qui est sur la troisième génération.